# 维尔霍·于勒宁
维尔霍·于勒宁（芬蘭語：Vilho Ylönen，1918年5月31日—2000年3月8日），芬兰男子冬季两项、射击运动员。他曾代表芬兰参加1952年、1956年、1960年和1964年夏季奥林匹克运动会射击比赛，共获得一枚银牌和一枚铜牌。